# Gennaro Acquaviva
Gennaro Acquaviva (Roma, 14 marzo 1935) è un politico italiano.

## Biografia
Sposato con Carla, ha quattro figli. Inizia la propria attività sociale e politica nelle organizzazioni cattoliche. Negli anni sessanta è nelle ACLI di Livio Labor, dove ricopre incarichi rilevanti. Tra la fine degli anni sessanta e l'inizio degli anni settanta fonda un partito, il Movimento Politico dei Lavoratori, i cui vertici successivamente confluiranno nel Partito Socialista Italiano.
Nel 1972 entra con un gruppo di cattolici nel PSI divenendo, nel 1976, capo della segreteria di Bettino Craxi, appena eletto segretario del partito. Consigliere politico dello stesso Presidente del Consiglio dal 1983 al 1987.
È uno dei protagonisti, insieme a Craxi della stipula del nuovo concordato fra Stato Italiano e Chiesa cattolica del 1984. 
È stato eletto nel 1987 e nel 1992 senatore della Repubblica e nominato dal 1992 al 1994 capogruppo dei senatori socialisti nella XI Legislatura. Eletto nel collegio senatoriale di Tricase e Casarano, è protagonista del rilancio del Salento negli anni ottanta e novanta con importanti riforme e battaglie a sostegno del Mezzogiorno.
A partire dai primi anni novanta si occupa di problemi legati allo sviluppo del Sud Italia, concentrandosi su pubblicazioni connesse alla propria pluridecennale esperienza politica e istituzionale. Resta a Palazzo Madama fino al 1994. Conclusa l'attività parlamentare si occupa in particolar modo di formazione politica per i giovani e una corretta ricostruzione del tessuto sociale proprio della formazione politica.
Successivamente dal 2000 si concentra sulla creazione della Fondazione Socialismo di cui è presidente. La fondazione si è impegnata in questi anni nella rivisitazione e analisi storica del Partito Socialista Italiano e in particolar modo degli anni di Craxi con numerose pubblicazioni. Nel 2015 diviene presidente dell'Associazione Socialismo.

## Opere
- La grande riforma del Concordato (2007), Marsilio Editori
- Moro-Craxi, fermezza e trattativa trent'anni dopo (2008), Marsilio Editori
- La pagina saltata della storia (2010), Marsilio Editori
- La "grande riforma" di Craxi (2010), Marsilio Editori
- Socialisti e comunisti negli anni di Craxi (2011), Marsilio Editori